# Shall We Dance? (песня)
«Shall We Dance?» — песня, написанная композитором Ричардом Роджерсом и поэтом-песенником Оскаром Хаммерстайном II для своего мюзикла «Король и я», впервые представленного публике на Бродвее в 1951 году.
Исполняется главными героями, Анной Леонуэнс и королём Сиама. В этой песне Анна рассказывает историю английской девушки, которая пришла на свой первый бал и встретила там свою любовь. Это была любовь с первого взгляда. (Причём на самом деле эта история произошла с ней самой.)
Песня была впервые исполнена на сцене Гертрудой Лоуренс и Юлом Бриннером, игравшими роли Анны Леонуэнс и короля Сиама в оригинальной бродвейской постановке 1951 года.

## Признание
Американский институт киноискусства поместил эту песню (в версии из киноадаптации 1956 года, озаглавленной тоже «Король и я») на 54-е место своего списка ста лучших песен из американских кинофильмов. Главных героев в этом фильме играют Дебора Керр и Юл Бриннер. За Дебору Керр поёт Марни Никсон.